# Дукуре, Шейк
Шейк Каде́р Дукуре́ (фр. Cheick Kader Doukouré; 11 сентября 1992 года, Абиджан, Кот-д’Ивуар) — ивуарийский футболист, полузащитник греческого клуба «Арис» (Салоники).

## Клубная карьера
Начал футбольную карьеру в академии клуба «Лорьян». Дебютировал за первую команду 7 августа 2008 года в матче против клуба «Осер». Забил первый гол 11 мая 2014 года в матче против «Олимпика» из Лиона на 53-й минуте. В 2012 году Шейк перешёл в клуб «Эпиналь» на правах аренды.
В 2014 году перешёл в «Мец». Дебютировал за «тёмно-бордовых» 9 августа 2014 года в матче против клуба «Лилль» . Забил первый гол 17 августа 2015 года в матче против клуба «Валансьен» на 61-й минуте .

## Достижения
Кот-д’Ивуар
- Победитель Кубка африканских наций (1): 2015

## Статистика
| Сезон           | Клуб             | Дивизион        | Лига  | Лига | Кубок | Кубок | Евро  | Евро | Всего | Всего |
| Сезон           | Клуб             | Дивизион        | Матчи | Голы | Матчи | Голы  | Матчи | Голы | Матчи | Голы  |
| --------------- | ---------------- | --------------- | ----- | ---- | ----- | ----- | ----- | ---- | ----- | ----- |
| 2010/11         | Лорьян           | Лига 1          | 4     | 0    | 0     | 0     | 0     | 0    | 4     | 0     |
| 2011/12         | Лорьян           | Лига 1          | 0     | 0    | 0     | 0     | 0     | 0    | 0     | 0     |
| 2012/13         | Эпиналь (аренда) | Лига 3          | 23    | 1    | 0     | 0     | 0     | 0    | 23    | 1     |
| 2013/14         | Лорьян           | Лига 1          | 19    | 1    | 1     | 0     | 0     | 0    | 20    | 1     |
| 2014/15         | Мец              | Лига 1          | 20    | 0    | 0     | 0     | 0     | 0    | 20    | 0     |
| 2015/16         | Мец              | Лига 2          | 4     | 1    | 0     | 0     | 0     | 0    | 4     | 1     |
| Всего в карьере | Всего в карьере  | Всего в карьере | 70    | 3    | 1     | 0     | 0     | 0    | 71    | 3     |